# Scincella rufocaudata
Scincella rufocaudata — вид сцинкоподібних ящірок родини сцинкових (Scincidae). Мешкає в Індокитаї.

## Поширення і екологія
Scincella rufocaudata мешкають в центральному і південному В'єтнаму, на плато Боловен у південному Лаосу та в Камбоджі. Вони живуть у вічнозелених тропічних лісах і бамбукових заростях, на висоті від 450 до 542 м над рівнем моря.